# Scriptania graphica
Scriptania graphica är en fjärilsart som beskrevs av Köhler 1947. Scriptania graphica ingår i släktet Scriptania och familjen nattflyn. Inga underarter finns listade.